# بيت بنت
بيت بنت (بالهولندية: Piet Punt)‏ (مواليد 6 فبراير 1909) هو لاعب كرة قدم. يلعب مع منتخب هولندا لكرة القدم. سبق له أن لعب في كأس العالم لكرة القدم مع منتخب بلاده.

## روابط خارجية
- بيت بنت على موقع الاتحاد الدولي (مؤرشف)  (الإنجليزية)
- بيت بنت على موقع قاعدة بيانات كرة القدم.إي يو (الإنجليزية)
- بيت بنت على موقع ناشيونال فوتبول تيمز (الإنجليزية)
- بيت بنت على موقع Soccerway.com (الإنجليزية)
- بيت بنت على موقع عالم كرة القدم.نت (الإنجليزية)